# Лисий (остров)
Лисий (первоначально — англ. Fox Island, прежде также Облизина) — необитаемый остров в заливе Находка Японского моря. Расположен на территории Находкинского городского округа Приморского края, в окрестностях города Находки. Длина — 1,6 км, ширина около 500 м. Отделён от полуострова Трудного проливом шириною 600 м.
Остров образовался 10—12 тысяч лет назад, отделившись от полуострова. Прежде на месте пролива простиралась долина небольшой реки. В последнюю послеледниковую трансгрессию одиночная гора превратилась в остров. Открыт англичанами в 1856 году, русскими — в 1859 году. С 1923 по 1950 год на острове действовали рыбопромышленные предприятия, с 1937 по 1941 год при рыбозаводе — женский лагерь политических заключённых (лагерный пункт Дальлага). В 1994 году острову присвоен статус памятника природы. У юго-восточного берега с конца 1940-х годов действует полигон дампинга, который является источником постоянного загрязнения острова.

## Природа
Рельеф острова гористый. Посредине проходит горный хребет, склоны которого покрыты лесом и кустарником, круто спускаются к морю. Берега скалисты и обрывисты, наиболее высокие — на мысе Ержиковича. Северо-западный берег острова пологий, обращён к полуострову, имеет протяжённость около 1 км, вдоль него тянутся пляжи из гальки и песка. Южная оконечность — мыс Ержиковича, на котором установлен светящий знак Лисий. Кекур высотою 30 м, отделённый от мыса узкой расщелиной, служит ориентиром в лоциях.
В ходе научной экспедиции в 2002 году на острове было описано более 220 видов растений. Лес острова широколиственный, состоит из разных пород деревьев, основная порода — дуб монгольский, обычны липа амурская и берёза даурская. Другие деревья: бархат амурский, вяз, орех маньчжурский, ясень, сирень амурская, тополь, осина, маакия амурская. Грабовая роща площадью 250 м² (на западном склоне). Крушиновая роща площадью 300 м². Здесь произрастает микробиота перекрестнопарная, можжевельник твёрдый, можжевельник даурский, элеутерококк колючий, аралия высокая, рододендрон, чубушник тонколистный, свидина белая. Эндемики и редкие растения: клён, шелковица, грушанка, копытень ложнозибольдов, бересклет. Краснокнижные сосудистые растения: диморфант, можжевельник твёрдый, венерин башмачок крупноцветковый, глянцелистник японский, лилия поникающая, пион обратнояйцевидный, многоножка обыкновенная.
Среди наземных животных: мыши, бурундуки, ящерицы и лягушки. Из морских животных — тюлени и нерпы. 300 видов насекомых. На острове обитает множество птиц: чернохвостая и тихоокеанская чайки, гагары, чистики, голубая сорока, тонкоклювая кайра. Краснокнижные птицы: белоплечий орлан, орлан-белохвост, сокол-сапсан, обыкновенный филин.

### Бакланы
На скалах гнездятся японские бакланы численностью 1000 особей (2017/2018). Японские бакланы занимают участки земли вблизи и между деревьев и кустарников (на скалах есть достаточно широкие «полки», где размещаются гнёзда).
Совместно с колонией японских бакланов на острове обитает колония больших бакланов, численность которых была предварительно оценена в 500 пар (Тиунов, Катин 2018). Большие бакланы на острове гнездятся исключительно на деревьях. Такой характер размещения гнёзд может быть связан с тем, что обитатели острова Лисий ранее гнездились на пресноводных водоёмах внутренней части Приморья, где птицы строят свои гнёзда только на деревьях. Исконные места размножения большого баклана расположены в бассейне озера Ханка.

## История
Впервые название острову дал экипаж английского корабля «Хорнет» в 1856 году, на карте его обозначили как Fox island. В 1859 году экипаж русского пароходо-корвета «Америка» назвал остров по фамилии офицера корвета Облизина, однако это название не утвердилось. Фамилия «Облызин» в материалах городского музея не встречается. В 1860-е годы русские моряки-исследователи использовали перевод английского названия Fox island (от Fox — лисица и island — остров). Мыс Ержиковича был обследован и назван в 1890 году экипажем клипера «Бобр» в честь В. К. Ержиковича.
Исследователь А. Ф. Будищев писал: «На самых морских берегах по всему заливу Америка, гавани Находка и острову Облизина разбросаны немногие фанзы и шалаши летние промышленников морской капусты» (1883). В августе 1919 года надворный советник Алексей Сергеевич Иванов из Владивостока обратился с просьбой к Инспектору рыболовства Владивостокского района: «Предполагая заняться рыбным промыслом в заливе Америка и с этой целью построить и оборудовать крабовый и консервный завод, имею честь покорнейше просить предоставить мне в аренду остров Лисий в заливе Америка сроком на 12 лет, или, если возможно на больший срок, так как я предполагаю возвести там капитальные постройки». Ему было отказано.
В 1920-е годы остров был необитаем, жители деревни Американки собирали здесь черемшу и яйца бакланов. Корейцы собирали на острове морскую капусту, которую отправляли отсюда на пароходах. По воспоминаниям Степана Коровникова, «в 1923 году артель „Рыбак Американки“ сдавал селёдку на засольную базу острова Лисий. Хозяином базы был кореец Хенеги». По воспоминаниям К. Костыриной, корейцы на Лисьем готовили морскую капусту для жителя Находки Клиентака: «сушёную капусту скатывали в тюки и грузили на пароходы».

### Английская концессия
В 1935 году на острове была построена английская концессия, которая разводила мальков осетровых рыб и перерабатывала ламинарии в йод и спирт. По словам очевидцев, продукция английского предприятия отправлялась в Англию.
По воспоминаниям находкинского старожила Лидии Ивановны Барковой (род. 1911), в Преображении, где она жила, в 1935 году появились англичане — трое мужчин и одна женщина, которым требовались плотники для работы на острове. Её отец И. М. Никогда и муж П. А. Барков устроились плотниками. Вместе с сыном Барковой они вчетвером перебрались на остров: «Там было пустынно, но мои мужики скоро построили дом и баню, два больших чана, в которых англичане стали разводить мальков красной рыбы: кеты, симы, нерки. Мальков выпускали в море. Возможно, они были ихтиологами… Кроме того, англичане установили какой-то агрегат, на котором из морской капусты вырабатывали йод, спирт и даже известь. Всю эту продукцию они куда-то отправляли на судне… Оно приходило примерно раз в месяц, всегда по ночам. Причаливало к деревянной пристани, построенной нашими плотниками. Выгружали продукты, были даже апельсины и другие фрукты… И погружали продукцию в бочках и флягах. Кроме того, у причала всегда стоял небольшой катер англичан, на котором они иногда куда-то ездили… Все мы жили в одном доме, нам хорошо платили, хорошо кормили. И так безбедно бы прожили здесь до 1937 года, если бы… Однажды ночью нас разбудили хозяева и сказали, что срочно уходят с острова, пригласили и нас ехать с ними. Мы отказались. Они погрузили свои агрегаты на катер, и ушли в сторону моря… Оставшись без работы, мы вскоре снова перебрались в Преображение. На острове никого не осталось…».

### Филиал рыбозавода «Тафуин»

#### Заключённые
С 1937 до конца 1941 года на острове размещался филиал рыбозавода «Тафуин» — женский лагерь политических заключённых (150—200 женщин в возрасте 20—30 лет), которые занимались обработкой и засолкой рыбы. Лагерный пункт на острове Лисьем входил в южную группу рыбных промыслов Дальлага (наряду с лагерными пунктами: Тазгоу, Самбовай, Пахтусова, Вторая Речка).
По деревянному настилу шириною около двух метров (как бы улица) катили тачки с рыбой в засольные чаны. Сырьё добывалось местной бригадой прибрежного лова. Отсюда рыбу отправляли в воинские части Тихоокеанского флота. По словам Марии Цукановой, муж которой был начальником охраны лагеря, в лагере содержались в основном по политическим статьям, но были и уголовные заключённые.
Лагерь, обнесённый колючей проволокой, располагался на самом верху на плато в северной части, в 100 метрах от берега. Наверх в лагерь вела лестница. В лагере находились бараки, склады, кухня (пекарня), столовая, колодец, баня, медпункт, детские ясли, изолятор (карцер на вершине острова — деревянная постройка на сваях, метра на два высотой). Кроме того, на острове находилась военная радиостанция, электростанция и ремонтные мастерские.
Михаил Егорович Зюзюлев проходил службу в 5-й бригаде подводных лодок в бухте Находка: «В 1937-м или в 38-м, точно не помню, на острове Лисьем появился лагерь. Когда наша лодка проходила мимо, мы невооружённым глазом видели там много женщин. Правда, никаких строений видно не было из-за густого леса. Потом пришлось и пообщаться с теми женщинами, как оказалось, заключёнными. …К пирсу, который выходил в сторону Чадауджи, подходили кунгасы и кавасаки, и нам видно было, как девчата таскали корзины с рыбой в засольный цех. Мужчин почти не было. Правда, на вершинах острова сквозь деревья и заросли были видны четыре вышки, видимо, охрана наблюдала за всем, что происходит на берегу. Частенько мимо нас женщин на баркасе возили, как говорят, на материк, в соседнюю бухточку. Там у них было подсобное хозяйство. Территория его была обнесена колючей проволокой в два ряда, но наши морячки отваживались ходить туда в гости. Подрежут нижний ряд проволоки — и туда! Женщины этому способствовали как могли. Им это надо было, как мы потом узнали. Дело в том, что если женщина забеременеет или тем паче родит ребенка, ей разрешалось ходить без конвоя или вообще переводили в другой лагерь на материке, где условия были лучше, чем на всеми ветрами продуваемом острове. Нам тогда об этом, конечно, не рассказывали, но ребята, бывавшие там, об этом знали. И в меру сил и возможностей старались облегчить участь этих женщин». Женщины с детьми стремились попасть в бесконвойные лагеря. Одно такое подсобное хозяйство, где работали эти женщины, находилось на месте городского парка культуры. На месте бывшего колеса обозрения стояло одноэтажное здание, половину которого занимал детский сад.
Константин Шатохин: «В августе 1941 года меня призвали в армию, и я попал в Сучанский сектор береговой обороны. …на острове Лисьем. Мы прибыли туда, и я помню, что лагерь ещё был, в нём находились около 150 человек, в основном женщины. Общение с заключёнными женщинами нам ограничивали, если кто-то все же пытался с ними поближе познакомиться, наказывали… Насколько мне известно, лагерь этот просуществовал до окончания путины в том году. Потом говорили, что его перевели в Магадан».
В начале войны лагерь, по мнению одного старожила, перевели в Малую Малазу. Осенью 1945 года пришёл приказ выселить всех с острова.

#### Вольнонаёмные
По воспоминаниям П. А. Дорошенко, жившей на острове в семье вольнонаёмных: «шумно было на острове и многолюдно. И гражданские, и военные, и заключённые. Все жили рыбой». Вольнонаёмные проживали на берегу бухты Читауз, и добирались сюда на лодках; 5—7 семей вольнонаёмных (коренных жителей) жили на острове. Работали на засолке по 12 часов.
Зоя Николаевна Фёдорова: «Когда мы прибыли на остров, только что с него увезли заключённых на двух баржах. О дальнейшей судьбе их никто не знал, говорили только, что потопили их в море. Но я в правдивости этих слухов сомневаюсь. Вместо заключённых на остров привезли военных, человек 45… Меньше чем через год их всех отправили на фронт. Тогда сюда с материка начали семьями переселяться для работы в засольном цехе рыбокомбината „Тафуин“. Всего, кажется, семей было 15 или 16… Остались жить на острове и те, кто работал на Лисьем при лагере». По её словам, на острове размещалось три деревянных пирса, 15 жилых домиков, один двухэтажный жилой дом, бараки, столовая, пекарня, детский сад, начальная школа, клуб (стоял на песчаной косе под скалой), два засольных цеха. Отдельно стоял дом начальника рыбного цеха Родиона Петровича Невежкина, который приехал на остров с женой Анной Ивановной Невежкиной в 1940 году. По словам Невежкиной, женщины укладывали рыбу в бетонные засольные чаны. Первый директор — Георгий Кузнецов был репрессирован в конце войны.
В 1946 году остров был объявлен пограничной зоной. По записям трудовой книжки А. И. Невежкиной, в 1947 году островной цех «Тафуина» был переведён в бухту Козьмина. После 1947 года вольнонаёмные разъехались, многие переехали в Тафуин. В 1950 году база рыбокомбината «о. Лисий» была законсервирована.

### После 1950 года
После 1950-х годов остров стал необитаемым.
По воспоминаниям находкинского старожила В. Черникова, после свёртывания работ на рыбзаводе жители близлежащих посёлков начали разбирать островные постройки на дрова и на хозяйственные нужды. Когда он в первый раз попал на остров в 1953 году, пирса уже не было, от крупных построек оставался клуб и столовая. Военных на острове не было, доступ был свободным. Раза два в неделю остров закрывали: надводные корабли пограничного отряда и подводные лодки производили учебные стрельбы по щитам на скалах северной стороны острова.
С 1960-х годов корреспондент «Находкинского рабочего» Г. П. Фокин начал собирать воспоминания старожилов о прошлом острова Лисий.
В июле 1991 года состоялась первая экспедиция на остров сотрудников городского музея и еженедельника «Находка». Проводником экспедиции был Алексей Архипович Бирюков, который работал на острове в начале войны. В местной среде возникла необходимость создания на острове памятника природы. Постановлением главы администрации города Находки от 06.09.1994 года острову был присвоен статус памятника природы. В 2000 году «Нефтепорт» и «Роснефть-Находканефтепродукт» установили на вершине острова 9-метровый православный крест с иконой по случаю двухтысячелетия Рождества Христова.

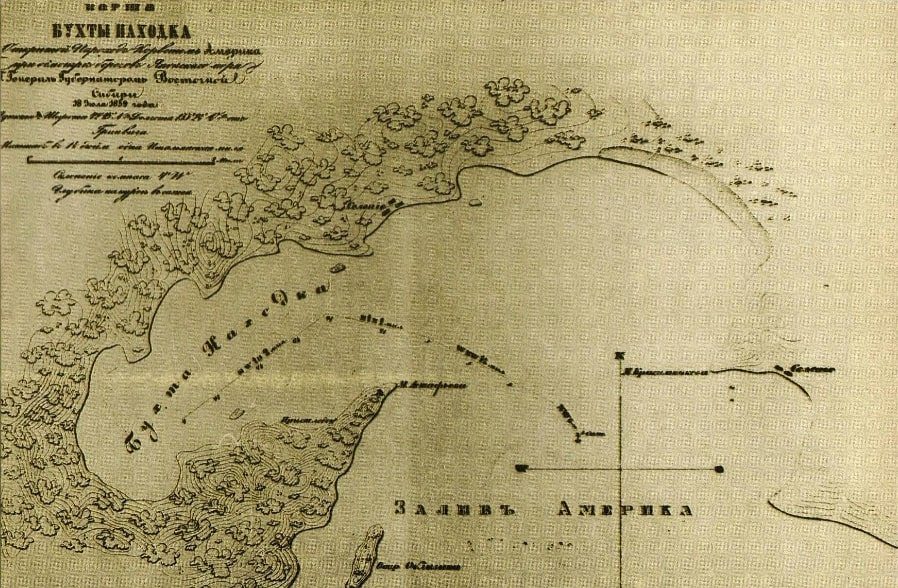
Остров Облизина на карте, составленной моряками «Америки»
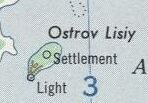
Поселение в северной части острова (1947)
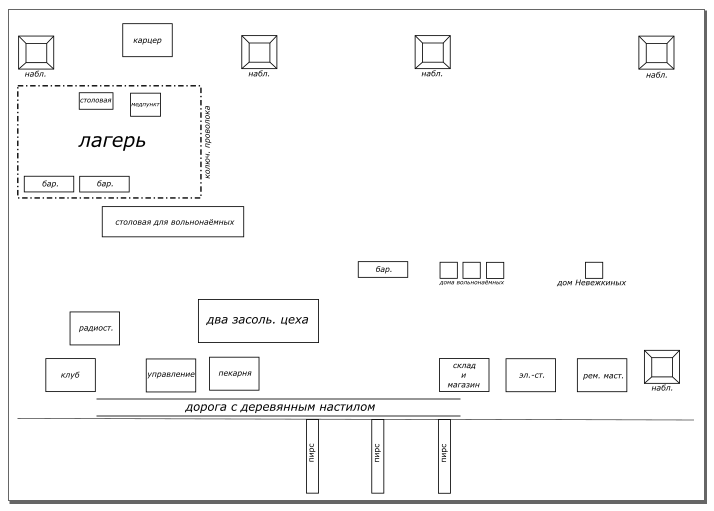
Схема построек во время существования лагеря заключённых

## Полигон дампинга
У юго-восточного берега острова Лисий с конца 1940-х годов в эксплуатации находится один из наиболее используемых в Приморском крае полигонов дампинга (залив Находка, район № 156), выделенный под захоронение изъятого материала при строительстве в порту и дноуглублении. Расчёты показали, что на прилегающем дне залива насыпан холм сброшенного грунта длиной 1,5 км и высотой от 5 до 25 метров объёмом около 2—2,5 млн м³. Результаты изысканий показали, что сбрасываемые грунты очень часто были насыщены нефтепродуктами, содержали строительные отходы и металлолом. Полигон служит источником постоянного вторичного загрязнения морской среды и прилегающей территории острова Лисий. В 2016 году государственным предприятием «Росморпорт» в этом районе из городской речки Владивостока было сброшено 850 тонн загрязнённого грунта.
Негативное воздействие на экосистемы острова оказывают плановые потери и аварийные разливы нефти Находкинской нефтебазы, расположенной вблизи острова.